# Bristow (Oklahoma)
Pour les articles homonymes, voir Bristow.
Bristow est une ville de l'Oklahoma, située dans le comté de Creek, aux États-Unis. En 2010, la population de la ville était de 4 528 habitants.

## Patrimoine
La Bristow Firestone Service Station est une ancienne station-service inscrite au Registre national des lieux historiques depuis le 6 septembre 2007.

## Personnalité liée à la ville
- Norma Smallwood (Miss America 1926)

## Liens
- (en) Site officiel
- Ressource relative à la géographie :   - Geographic Names Information System
- Ressource relative à la musique :   - MusicBrainz
- Notice dans un dictionnaire ou une encyclopédie généraliste :   - Gran Enciclopèdia Catalana
- Notices d'autorité :   - VIAF
  - LCCN
  - Israël
  - WorldCat